# Николаас Шмельцинг
Николаас Шмельцинг (нем. Nicolaas Schmelzing; 1561, Вернштайн-ам-Инн, Верхняя Австрия—8 сентября 1629) — австрийский дворянин, голландский военный и государственный деятель. Лейтенант-губернатор провинции Оверэйссел в начале XVII-го века, президент военного совета Нидерландов во время Нидерландской революции.

## Биография
Родился в замке Цвикледт в Вернштайн-ам-Инн, Верхняя Австрия, в семье, которая была возведена в 1560-х годах во дворянство императором Священной Римской империи Максимилианом II.
В начале 1590-х годов по религиозным соображениям покинул родину и отправился в Голландию, где поступил на службу к нидерландскому военачальнику герцогу Филиппу Нассаускому.
В 1593 году по рекомендации герцога и Морица Оранского получил чин ротмистра кавалерии и участвовал в ходе Восьмидесятилетней войны с испанцами во Фландрии в битве при Липпе.
В 1616 году стал лейтенантом-губернатором провинции Оверэйссел, действовал в качестве заместителя Морица Оранского, был командующим всеми его гарнизонами. В своих мемуарах принц Оранский упомянул Шмельцинга за его своевременное вмешательство во время осады Берген-оп-Зома в 1622 году, взятие в плен и заключение 1200 испанских солдат Амброзио Спинолы близ города Оммен.
В 1625 году был назначен президентом исполнительного военного совета Нидерландов.
Убит 8 сентября 1629 года во время осады Хертогенбоса. Похоронен в г. Хёсден (Северный Брабант).
Регулярно посещая двор в Гааге, познакомился и стал близким знакомым изгнанной Елизаветы Стюарт, королевы Богемии. Дружил с Константейном Хёйгенсом.